# Dilbert
Ділберт — назва серії коміксів і ім'я їх головного героя. Публікується з 1989 року. Дія оригінального коміксу відбувається довкола Ділберта та його песика Песберта у їхньому будинку. Багато інтриг закручується довкола Ділберта-інженера та його дивних винаходів, що перемежовуються змовами, виплеканими Песбертом — амбіційним собакою із манією величі. Пізніше, місце дії більшості історій переноситься на роботу до Ділберта, у величезну технологічну компанію, і комікс починає сатиричити на тему технологій, робочого місця та цінних паперів компанії. Все це й принесло успіх коміксу, оскільки усі теми, яких торкається автор, близькі багатьом.
Ділберт зображає корпоративну культуру як кафкіанський світ бюрократії для самих себе та офісну політику, яка стоїть на шляху продуктивності, де досвід та вміння працівників не винагороджуються, а байдикування процвітає. Гумор з’являється, коли бачиш героїв, які приймають вочевидь безглузді рішення, які є природним проявом поганого менеджменту.
Отже, у коміксі розкриваються такі теми:
- Власна особистість інженера: 
  - Активне несприйняття стилю
  - Невдачі на побаченнях (і взагалі недостатні соціальні навички)
  - Тяжіння до механізмів та технологічних продуктів

- Езотерика
- Некомпетентний та садюжний менеджмент:
  - Планування та складання бюджету без прив’язки до реальності
  - Небажання винагородити досягнення чи покарати лінь
  - Покарання працівників за невдачі, викликані поганим менеджментом
  - Мікроменеджмент
  - Неспроможність покращити моральний стан інших, знижуючи його натомість
  - Неспроможність поставити чітко завдання
  - Розробка проектів, приречених на крах або закриття
  - Садюжна HR-політика з непереконливою (або виключно злою) логікою
- Корпоративна бюрократія
- Аудити Міжнародної організації із стандартизації
- Складання бюджетів, клієнтський супровід, зарплатня та фінансові консультанти
- Дурість загальної політики: 
  - Сприйнятливість до реклами
  - Сприйнятливість до тиску з боку членів свого оточення
  - Сприянятливість до лестощів
  - Довірливість перед обличчям відвертого шахрайства
- Країни четвертого світу та аутсорсинг (Елбонія): 
  - Заскарузлість
  - Дивні культурні звички
  - Нерозуміння сутності капіталізму.

У квітні 2008, Скотт Адамс повідомив, що компанія United Media запроваджує інтерактивні можливості на Dilbert.com, що дозволить фанатам самостійно вписувати висловлювання героїв у бабли та, у найближчому майбутньому, спілкуватися із самим Адамсом стосовно їхнього змісту. Адамс висловився щодо нововведень позитивно: «Це робить малювання мультів спортивним змаганням".

## Корисні посилання
1. Dilbert.com (версія без flash)

2. Dilbert.org.ua[недоступне посилання з червня 2019] — Ділберт українською

## Див.також
- Кельвін і Гоббс